# Подвальная улица (Чернигов)
Подвальная улица (укр. Підвальна вулиця) — улица в Деснянском районе города Чернигова. Пролегает от проспекта Мира до тупика, исторически сложившаяся местность (район) Кавказ.
Примыкает улица Новая.

## История
Подвальная улица — из-за расположенности под оборонительным валом Черниговского Детинца — проложена в начале XIX века между современными проспектом Мира и Музейной улицей. В начале XX века была выкопана гавань и оборудована в конце улицы пристань для пароходов.
После Великой Отечественной войны часть улицы отошла под судоремонтные мастерские, улица стала без выхода на улицу Горького (сейчас Музейная). В связи со строительством в 1983 году нового речного вокзала часть застройки была ликвидирована.

## Застройка
Улица пролегает под мысом, где расположен Черниговский детинец, в восточном направлении к реке Десна. Улица расположена в пойме реки Десна. Нечётная сторона занята усадебной и частично малоэтажной жилой (один 2-этажный дом) застройкой, чётная — не застроена.
Дом № 7 — квартирный 2-этажный деревянный дом на кирпичном фундаменте, с резьбой фриза. Дом № 11/2 — деревянный одноэтажный на кирпичном фундаменте асимметричный фасад (2-оконный со стороны Подвальной, 3-оконный со стороны Новой улицы), с резьбой карниза и сандриков, горизонтальной обшивкой стен. Дом № 13 — деревянный одноэтажный 5-оконный (сейчас 6-оконный) на кирпичном фундаменте, с резьбой карниза и сандриков. Дом № 15 — деревянный одноэтажный 3-оконный на кирпичном фундаменте, с резьбой карниза и сандриков, горизонтальной обшивкой стен.
Конец улицы занимает территория Черниговского речного порта (дом № 23, не функционирует).
Есть ряд значимых и рядовых исторических зданий, что не являются памятниками архитектуры или истории: 2-этажный дом № 7, усадебный дом № 11/2.